# Albo d'oro della Giostra della Quintana

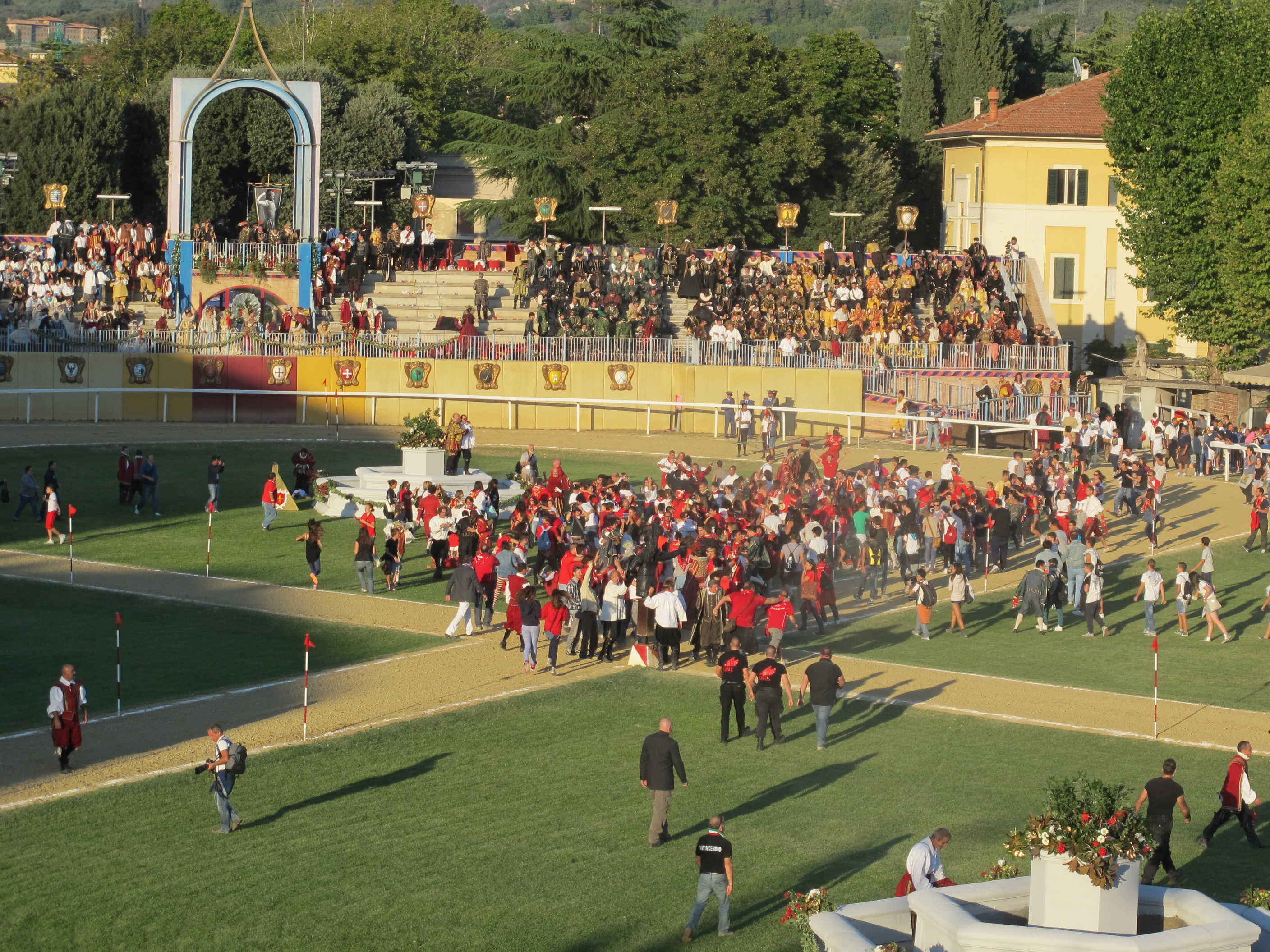
Vittoria del Rione Croce Bianca nel palio della rivincita del 2012

Di seguito l'elenco dei vincitori della Quintana di Foligno dal 1946.

## Informazioni e legenda
- dal 1946 al 1978 si tenne una gara l'anno (salvo eccezioni);
- nel 1957 sono indicati due vincitori, ma si tenne una sola giostra: i due rioni ottennero lo stesso tempo e non fu possibile misurare il vincitore al centesimo di secondo come viene fatto grazie alle moderne apparecchiature. Fu quindi stabilito un pareggio;
- nel 1960 si tennero due edizioni: quella abituale a Foligno, più una speciale edizione olimpica a Roma;
- nel 1974 si tennero due edizioni: quella abituale a Foligno, più una speciale edizione a Roma, abbinata agli Europei di Atletica;
- dal 1979 si tengono d'abitudine due giostre l'anno (salvo eccezioni): con la prima riga si intende il vincitore della sfida, con la seconda quello della rivincita;
- nel 1992 e 1996 si tennero tre edizioni: una giostra speciale abbinata alla Lotteria Italia, più le classiche sfida & rivincita;
- nel 1997 erano nuovamente in programma tre edizioni, ma si tennero solo la giostra abbinata alla Lotteria Italia e la sfida. La rivincita fu annullata a causa del terremoto che colpì l'Umbria il 26 settembre;
- nel 2019 si è tenuta, oltre alle abituali sfida & rivincita, anche la giostra della solidarietà, in supporto della città di Norcia, gravemente colpita dai terremoti del 2016-17
- nel 2020 si è tenuta, il 13 settembre, la sola giostra della sfida a causa della pandemia di COVID19
- al rione Croce Bianca viene accreditato anche l'unico palio antico di cui si abbia documentazione dettagliata, quello del 1613, vinto dal cavaliere Bartolomeo Gregori.

 Giostra Olimpica
 Giostra abbinata agli europei di atletica
 Giostra abbinata alla lotteria Italia
 Giostra della Sfida
 Giostra della Rivincita

## Anni 40
- 1946 Croce Bianca con Gianlivio Sorbi su Tecla
- 1947 Ammanniti con Alberto Moretti su Vaporetto
- 1948 Croce Bianca con Mario Gregori su Blu
- 1949 Cassero con Agostino Ronci su Stella

## Anni 50
- 1950 Ammanniti con Alberto Moretti su Faro
- 1951 Croce Bianca con Marcello Formica su Violetta
- 1952 Spada con Remigio Cinti su Piccolo
- 1953 Pugilli con Aurelio Ravalli su Violetta
- 1954 Croce Bianca con Marcello Formica su Piccolo
- 1955 Croce Bianca con Marcello Formica su Piccolo
- 1956 Croce Bianca con Marcello Formica su Piccolo
- 1957 Croce Bianca con Marcello Formica su Piccolo e Contrastanga con Paolo Giusti su Rascel
- 1958 Croce Bianca con Marcello Formica su Piccolo
- 1959 Contrastanga con Paolo Giusti su Rascel

## Anni 60
- 1960

Croce Bianca con Marcello Formica su Piccolo 
Cassero con Gino Ricci su Rondinella
- 1961 Contrastanga con Paolo Giusti su Sofia
- 1962 Contrastanga con Paolo Giusti su Sofia
- 1963 Giotti con Marcello Formica su Briosa
- 1964 Morlupo con Paolo Giusti su Draghetto
- 1965 Morlupo con Paolo Giusti su Draghetto
- 1966 Morlupo con Paolo Giusti su Draghetto
- 1967 Pugilli con Piero Cruciani su Diana
- 1968 Morlupo con Paolo Giusti su Draghetto

## Anni 70
- 1970 Cassero con Marcello Formica su Baiardo
- 1971 Morlupo con Paolo Giusti su Draghetto
- 1972 Cassero con Marcello Formica su Baiardo
- 1973 Morlupo con Paolo Giusti su Nabucco
- 1974

Morlupo con Paolo Giusti su Nabucco
Morlupo con Paolo Giusti su Nabucco
- 1975 Badia con Sergio Villa su Sintassi
- 1976 Pugilli con Marcello Formica su Cherlie
- 1977 Contrastanga con Fabio Cruciani su Alì
- 1978 Spada con Piero Cruciani su Freccia
- 1979

La Mora con Emilio Mordente su Tiberio
Contrastanga con Fabio Cruciani su Nabucco

## Anni 80
- 1980

Pugilli con Marcello Formica su Ringo
Contrastanga con Fabio Cruciani su Nabucco
- 1981

Ammanniti con Mario Giacomoni su Urso
Contrastanga con Fabio Cruciani su Ringo
- 1982

Spada con Gianfranco Ricci su Zirmia
Contrastanga con Mauro Fondi su Stellina
- 1983

Badia con Fabio Cruciani su Veronica
Badia con Fabio Cruciani su Veronica
- 1984

La Mora con Mauro Fondi su Corallo
Spada con Gianfranco Ricci su Fiore
- 1985

Spada con Gianfranco Ricci su Fiore
Spada con Gianfranco Ricci su Fiore
- 1986

Croce Bianca con Mauro Mazzocchi su Bolero IV
Croce Bianca con Mauro Mazzocchi su Bolero IV
- 1987

Giotti con Luigi Felici su Perla Blu
Contrastanga con Andrea Petterini su Corsaro
- 1988

Croce Bianca con Paolo Margasini su Ettore
Croce Bianca con Paolo Margasini su Ettore
- 1989

Croce Bianca con Paolo Margasini su Bolero IV
Cassero con Gianluca Chicchini su Gordon

## Anni 90
- 1990

Pugilli con Emanuele Filippucci su Garrito
La Mora con Gianni Vignoli su Malesia
- 1991

Croce Bianca con Simone Bocci su Bolero IV
Croce Bianca con Simone Bocci su Bolero IV
- 1992

Ammanniti con Alfiero Capiani su Talmisia
Pugilli con Paolo Margasini su Galoppatore
Ammanniti con Alfiero Capiani su Talmisia
1993
Giotti con Lorenzo Paci su Nibbio de Florinas
Morlupo con Gabriele Baldinotti su Prince
- 1994

Cassero con Gianluca Chicchini su Pazosu de Zamaglia
Morlupo con David Mercanti su Prince
- 1995

Morlupo con David Mercanti su Prince
Pugilli con Paolo Margasini su Ca'Granda
- 1996

Giotti con Lorenzo Paci su Mirko
Pugilli con Paolo Margasini su Ca'Granda
Croce Bianca con Gianluca Chicchini su Gallery
- 1997

Pugilli con Paolo Margasini su Ca'Granda
Pugilli con Paolo Margasini su Ca'Granda
- 1998

Pugilli con Paolo Margasini su Ca'Granda
Ammanniti con Riccardo Conti su Larry's Bar
- 1999

Pugilli con Paolo Margasini su Ca'Granda
Contrastanga con Lorenzo Paci su For a Friend

## Anni 2000
- 2000

Giotti con Lucio Antici su Usciaddu de Sedini
Ammanniti con Riccardo Conti su Larry's Bar
- 2001

Ammanniti con Riccardo Conti su Larry's Bar
Contrastanga con Lorenzo Paci su Mala Strana
- 2002

Contrastanga con Paolo Margasini su Mala Strana
Ammanniti con Riccardo Conti su Lady Mix
- 2003

Ammanniti con Riccardo Conti su Lady Mix
Ammanniti con Riccardo Conti su Lady Mix
- 2004

Morlupo con Willer Giacomoni su Queen Ascot
Giotti con Daniele Scarponi su Mon Valley
- 2005

Giotti con Daniele Scarponi su Mon Valley
Contrastanga con Gianluca Chicchini su Express Dissident
2006
Giotti con Daniele Scarponi su Mon Valley
Contrastanga con Gianluca Chicchini su Express Dissident
- 2007

Cassero con Luca Innocenzi su Naval War
Ammanniti con Emanuele Capriotti su Ripanera
- 2008

Cassero con Luca Innocenzi su Naval War
Pugilli con Lorenzo Paci su GoBettyGo
- 2009

La Mora con Matteo Martelli su Catalifi
Croce Bianca con Daniele Scarponi su Scala Minore

## Anni 2010
- 2010

Croce Bianca con Daniele Scarponi su Scala Minore
Giotti con Massimo Gubbini su Baccani
- 2011

Giotti con Massimo Gubbini su Baccani
Cassero con Luca Innocenzi su Torta di Mele
- 2012

Croce Bianca con Daniele Scarponi su Agresti
Croce Bianca con Daniele Scarponi su Big More
- 2013

Giotti con Massimo Gubbini su Lord Colossus
Giotti con Massimo Gubbini su Lord Colossus
- 2014

Contrastanga con Luca Innocenzi su Guitto
Croce Bianca con Daniele Scarponi su Woman in Rose
- 2015

Giotti con Massimo Gubbini su Lord Colossus
Giotti con Massimo Gubbini su Gioia Unica
- 2016

Spada con Daniele Scarponi su City Hunter
Pugilli con Pierluigi Chicchini su Edward England
- 2017

Morlupo con Lorenzo Paci su Lanunio
Badia con Cristian Cordari su Agnesotta
- 2018

Cassero con Luca Innocenzi su Guitto
Cassero con Luca Innocenzi su Guitto 
- 2019

Pugilli con Pierluigi Chicchini su Edward England
Croce Bianca con Massimo Gubbini su Super Magic
Cassero con Luca Innocenzi su Guitto (giostra della solidarietà dedicata alla città di Norcia) 

## Anni 2020
- 2020

Cassero con Luca Innocenzi su Guitto
- 2021

Cassero con Luca Innocenzi su Guitto
Cassero con Luca Innocenzi su Guitto
- 2022

Badia con Lorenzo Melosso su Look Amazing
Giotti con Massimo Gubbini su Anna Aurora
- 2023

Giotti con Massimo Gubbini su Daytona Man
Spada con Tommaso Finestra su Romantic Walk
- 2024

Cassero con Luca Innocenzi su Altrimenti
Ammanniti con Mattia Zannori su Franceschina 
• 2025 
Cassero con Luca Innocenzi su Altrimenti

## Albo d'oro per Rioni
Croce Bianca 23
Cassero 17
Contrastanga 16
Giotti 16
Pugilli 15
Morlupo 13
Ammanniti 13
Spada 8
Badia 5
La Mora 4

## Albo d'oro dei cavalieri più vincenti
Marcello Formica + Paolo Giusti + Luca Innocenzi 12
Paolo Margasini 11
Daniele Scarponi + Massimo Gubbini 9
Lorenzo Paci + Riccardo Conti + Fabio Cruciani 6
Gianluca Chicchini 5
Gianfranco Ricci 4
- Tra i cavalieri plurivittoriosi, solo 2 hanno vinto tutti i loro palii giostrando per un solo Rione: Gianfranco Ricci (Spada) e Riccardo Conti (Ammanniti).
- Il cavaliere che ha vinto più palii per lo stesso Rione è Luca Innocenzi (11 palii per il Cassero)
- Il cavaliere di Giostra più giovane ad aver vinto il palio è Lorenzo Paci nel 1993 (Giotti) all'età di 15 anni.
- Il binomio cavaliere/cavallo più vincente è Luca Innocenzi/Guitto, con 7 palii conquistati, seguito da Paolo Margasini/Ca' Granda e Marcello Formica/Piccolo, entrambi con 6.
- I cavalieri che hanno vinto più palii con cavalli diversi sono: Massimo Gubbini, Daniele Scarponi, Lorenzo Paci e Marcello Formica con 6 cavalli.
- I cavalieri con il distacco più ampio fra primo e ultimo palio vinto sono Marcello Formica (1951-1980, 29 anni) e Lorenzo Paci (1993-2017, 24 anni).
- Il cavaliere che ha vinto più palii consecutivi è Marcello Formica, con 5 (1954-58).
- Il Campo de li Giochi è intitolato a Marcello Formica e Paolo Giusti, due fra i tre cavalieri più vincenti nella storia della Quintana (12 palii a testa)

## Fonti
- Centrodelmondo.net. URL consultato il 16 giugno 2012 (archiviato dall'url originale il 15 febbraio 2010).
- Quintana.org, su quintana.altervista.org. URL consultato il 16 giugno 2012 (archiviato dall'url originale il 21 maggio 2009).
- spqf.it (WikiFoligno) (archiviato dall'url originale il 19 ottobre 2018).